# Juan Bautista Plaza
Juan Bautista Plaza (Caracas, 19 giugno 1898 – Caracas, 1º gennaio 1965) è stato un compositore venezuelano.

## Biografia
Iniziò gli studi in medicina all'Università Centrale del Venezuela ma, col tempo, partì per dedicarsi alla musica. La sua prima insegnante fu Jesus Maria Suárez. Studiò a Roma dal 1920 e 1923 e ottenne il titolo di professore di composizione sagrada (sacra). Dopo il suo ritorno in Venezuela, fu nominato maestro di cappella nella cattedrale di Caracas e ricoprì questo incarico fino al 1948. Nella scuola superiore di musica di Caracas insegnò storia della musica e apprezzamento per l'arte del compositore Antonio Lauro e per la cantante Morella Muñoz.

## Eredità
Le composizioni più importanti di Juan Bautista Plaza sono El picacho abrupto, Poema Sinfónico, Cantata de Navidad, Las campanas de Pascua, Las horas, La fuente abandonada,soprano y orquesta, Poema lírico Vigilia, Fuga criolla y Fuga romántica, Elegía para orquesta y timbal e Elegía para corno inglés and cuarteto de arcos. Ha anche scritto importante musica religiosa (ad esempio, Misa en fa, Misa de la esperanza, Requiem a la meoria de su madre) e musica per pianoforte (ad esempio, Sonatina venezolana, Cuatro ritmos de danza). La sua canzone popolare El Curruchá è un noto esempio di joropo. Tra gli allievi di Plaza c'è Alba Quintanilla.
La Biblioteca Nazionale del Venezuela, ha una stanza che porta il suo nome.